# Aleksey Alekseyevich Brusilov
Aleksei Alekseyevich Brusilov (tiếng Nga: Алексе́й Алексе́евич Бруси́лов) (19 tháng 8 năm 1853 – 17 tháng 3 năm 1926) là vị tướng kỵ binh người Nga, chỉ huy tập đoàn quân số 8 của đế quốc Nga trong Chiến tranh thế giới thứ nhất. Quân của ông đã giành một loạt chiến thắng vào năm 1914, và cứu vãn nước Nga vào năm 1915. Song, ông nổi tiếng vì là người chỉ huy cuộc tổng tấn công mang tên mình vào năm 1916, đánh bại hoàn toàn quân đội Áo-Hung ở Galicia, tạo nên bước ngoặt cho Chiến tranh thế giới thứ nhất. Hồi ký về chiến tranh của ông đã được dịch ra tiếng Anh vào năm 1930 với tên gọi A Soldier's Notebook (Sổ ghi chép của một người lính), 1914–1918.

## Cuộc đời

### Trước Cách mạng Tháng Mười
Aleksey Alekseyevich Brusilov sinh tại Tiflis (nay là Tbilisi, Gruzia). Cha ông là người Nga, mẹ ông là người Ba Lan. Là một nhà dân tộc Chủ nghĩa, ông yêu nước mãnh liệt. Ông mở đầu binh nghiệp với việc gia nhập Quân đội Nga hoàng. Ông bắt đầu phục vụ Quân đội Nga từ cuộc Chiến tranh Nga-Thổ Nhĩ Kỳ năm 1877-1878. Ông được phong hàm tướng vào năm 1906.
Trong Chiến tranh thế giới thứ nhất, A. A. Brusilov là chỉ huy trưởng của tập đoàn quân số 8 Nga và sau đó chỉ huy phương diện quân tây nam. Ông được xem là vị tướng Nga xuất sắc nhất trong cuộc chiến. Ông cũng là người đã đưa ra chiến thuật tấn công mới đầy sáng tạo và hiệu quả mà nổi bật là trong cuộc tổng tấn công của Brusilov vào năm 1916 đã đánh bại hoàn toàn quân Áo-Hung ở Galicia với thương vong của quân Áo-Hung là trên 1 triệu người  và quân Nga chiếm được 25.000 km vuông lãnh thổ. Trong giai đoạn cuối của chiến dịch, Brusilov trở lại với phương thức xua Bộ binh tấn công ồ ạt của Nga, do đó họ chỉ thu được những thắng lợi nhỏ nhoi. Quân đội Nga chịu thiệt hại 500.000 người và kiệt sức, vì thế không thể tiếp tục khai thác thắng lợi. Tuy nhiên, cuộc tổng tấn công đã tiêu diệt hoàn toàn quân chủ lực Áo - Hung. Không những thế, do quân Đức phải chuyển đến chặn đứng quân đội của Brusilov, tình hình phe Hiệp Ước tại Verdun và Somme được cải thiện. Quân Áo - Hung không thể hồi phục lại, đồng thời quân Đức cũng bị tổn thất đến 350.000 binh sĩ.
Vào ngày 18 tháng 6 năm 1916, bài viết "Người anh hùng vinh quang của nước Nga, được đề cập tường tận bởi một người rất hiểu ông" của anh rể ông là Charles Johnson, ra mắt trên Thời báo New York.
Kể từ thất bại ê chề của Quân đội Nga trong cuộc chiến tranh Nga-Nhật (1904 - 1905) cho đến những chiến bại trong cuộc Chiến tranh thế giới thứ nhất, ông ngày càng trở nên chán ghét chế độ Nga hoàng. Ông còn công khai đứng về phe quần chúng trong cuộc Cách mạng Tháng Hai (1917).
Sau Cách mạng Tháng Hai (1917), Nga hoàng Nikolai II đã phải thoái vị. Brusilov được chính phủ lâm thời chỉ định làm tổng tham mưu trưởng quân đội Nga. Tháng 7 năm 1917, ông chỉ huy cuộc tổng tấn công của Kerensky vào liên quân Đức - Áo-Hung tại Galicia, nhưng cuộc tấn công thất bại hoàn toàn vì binh lính Nga đào ngũ hoàng loạt và làn sóng phản chiến ngày càng cao trong nước. Vào tháng 8, ông bị bãi chức vì bị nghi có dính líu đến cuộc đảo chính của các tướng lĩnh Nga hoàng cũ, cùng như bị nghi là có cảm tình với những người Bolshevik Nga đang chuẩn bị làm cách mạng.

### Sau Cách mạng Tháng Mười

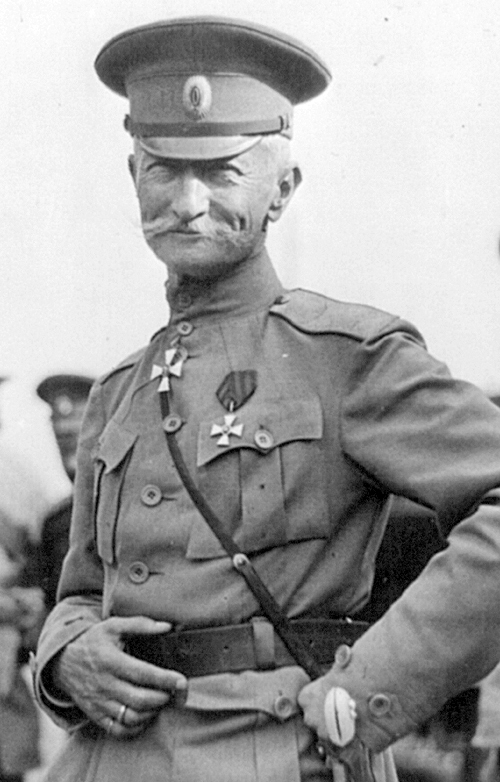
Brusilov năm 1917

Từ sau Cách mạng Tháng Mười và những năm đầu của cuộc nội chiến Nga, Brusilov không tham gia hoạt động quân sự. Mãi đến năm 1920, ông mới gia nhập Hồng quân để chiến đấu chống lại Bạch vệ Ba Lan nhưng chỉ tham gia cố vấn là chính.
Sau khi nội chiến Nga kết thúc, Brusilov nghỉ hưu khi ông 70 tuổi vào năm 1923. Brusilov sống trong căn hộ chung cư của mình với người vợ ốm yếu và một cặp vợ chồng khác. Ông mất tại Moskva vào ngày 17 tháng 3 năm 1926 vì bệnh tim, hưởng thọ 73 tuổi. Đám tang của Ông được tổ chức theo nghi lễ trọng thể của nhà nước và ông được chôn tại Nghĩa trang Novodevichy - nơi yên nghỉ của hoàng thân quốc thích xưa và nhiều danh nhân lịch sử khác của nước Nga.

## Đánh giá
Theo đánh giá của Bernard Law Montgomery - Thống chế Anh trong Chiến tranh thế giới thứ hai, Brusilov là một trong 7 vị tướng tài năng nhất trong Chiến tranh thế giới thứ nhất (những người còn lại là Erich von Falkenhayn, Erich Ludendorff, Mustafa Kemal Atatürk, Herbert Plumer, John Monash và Edmund Allenby).
Các sử gia quân sự (kể cả các sử gia quân sự Liên Xô cũ), xem Aleksei Alekseevich Brusilov là vị thống soái vĩ đại nhất của Quân đội Nga trong cuộc Chiến tranh thế giới lần thứ nhất. Cuộc tổng tấn công Brusilov năm 1916 của ông, được xem là chiến dịch tấn công xuất sắc nhất của Quân đội Nga trong cuộc đại chiến này.